# Laurent Pokou
Laurent Pokou (Abidjan, 10 agosto 1947 – Abidjan, 13 novembre 2016) è stato un calciatore ivoriano, di ruolo attaccante.

## Carriera
Fu capocannoniere della Coppa d'Africa nel 1968 (anno in cui la sua nazionale vinse la medaglia di bronzo) e nel 1970, ed è il secondo miglior marcatore della storia della competizione dopo Samuel Eto'o. A livello di club vinse per tre volte il campionato ivoriano (1970, 1973 e 1980) e per due volte la Coppa nazionale (1970 e 1972) con l'ASEC Mimosas, oltre ad una Coppa di Francia nel 1978 con il Nancy. Nel 2000 è stato nominato calciatore del secolo per la Costa d'Avorio.

## Palmarès

### Giocatore

#### Club
- Campionato ivoriano: 3

ASEC Mimosas: 1970, 1972, 1980
- Coppa della Costa d'Avorio: 2

ASEC Mimosas: 1970, 1972
- Coppa di Francia: 1

Nancy: 1977-1978

#### Individuale
- Capocannoniere della Coppa d'Africa: 2

1968, 1970